# Henry Christensson (fotbollsspelare)
Anders Henry "Chrischan" Christensson, född 2 januari 1926, död 30 april 2017 i Ljungbyhed, var en svensk fotbollsmålvakt.
Christensson representerade under större delen av sin karriär IFK Malmö, dit han kom från Helsingborgs IF sommaren 1953. Han spelade för Malmöklubben 1953–1964, varav sex allsvenska säsonger 1956/1957–1962. Sammanlagt spelade han 236 seriematcher för IFK Malmö, varav 131 i Allsvenskan. Han varvade därefter ner med tre år som spelande tränare i Stattena IF 1965–1967.
Christensson spelade två B-landskamper för Sverige mellan 1955 och 1962. I A-landslaget fick han finna sig i att stå i skuggan av Kalle Svensson.